# 伊亞高普·拿洛卡
伊亞高普·拿洛卡（英語：Iacopo La Rocca，1984年2月17日—），是意大利足球教練、前職業男子足球員，司職防守中場。2012年，西悉尼流浪者新建立，拿洛卡已是西流的班底成員，一直擔當球隊防守重臣。2014年為球隊在亞冠盃防守出色而贏得冠軍。後來，他轉投墨爾本城，直到2019年退休。